# Glienicke (Rietz-Neuendorf)
Glienicke (niedersorbisch Glinki) ist ein Ortsteil der Gemeinde Rietz-Neuendorf im Landkreis Oder-Spree in Brandenburg. Bis zur Eingemeindung am 26. Oktober 2003 war Glienicke eine eigenständige Gemeinde, die vom Amt Glienicke/Rietz-Neuendorf verwaltet wurde.

## Lage
Glienicke liegt im südwestlichen Teil der Gemeinde Rietz-Neuendorf, jeweils etwa elf Kilometer westlich von Beeskow und östlich von Storkow. Umliegende Ortschaften sind Hartensdorf im Nordosten, Herzberg und der Taucher Ortsteil Lindenberg im Osten, Ahrensdorf im Süden, Behrensdorf im Südwesten, Wendisch Rietz im Westen sowie die zur Gemeinde Diensdorf-Radlow gehörenden Wohnplätze Radlow und Diensdorf im Nordwesten.
Das Dorf liegt direkt an der Bundesstraße 246, die den Ort in West-Ost-Richtung durchquert. Zudem verläuft die Landesstraße 35 nach Bad Saarow durch den Ort. Der östliche Teil Glienickes grenzt an den Herzberger See und an den Lindenberger See. Südlich von Glienicke verläuft die Bahnstrecke Grunow–Königs Wusterhausen, der nächstgelegene Bahnhof befindet sich in Lindenberg.

## Geschichte
Das Kreuzangerdorf Glienicke wurde erstmals in den Kirchenartikeln des Bistums Meißen, die lediglich in einer Kopie aus dem Jahr 1495 erhalten sind, unter dem Namen Glinick urkundlich erwähnt. Der Ortsname ist von dem niedersorbischen Wort „glina“ abgeleitet, was „Lehm“ bedeutet. Für das Jahr 1421 ist der Ortsname Glinig verzeichnet.
Historisch gehörte Glienicke zum Landkreis Beeskow-Storkow in der Provinz Brandenburg. Nach dem Ende des Zweiten Weltkrieges lag die Gemeinde zunächst in der Sowjetischen Besatzungszone und anschließend in der DDR. Bei der am 25. Juli 1952 in der DDR durchgeführten Kreisreform wurde die Gemeinde Glienicke dem Kreis Beeskow im Bezirk Frankfurt (Oder) angegliedert. Nach der Wende wurde der Kreis Beeskow in Landkreis Beeskow umbenannt, zur Kreisreform im Dezember 1993 wurde der Landkreis Beeskow mit zwei weiteren Landkreisen zum neuen Landkreis Oder-Spree vereinigt. Glienicke gehörte dort dem Amt Glienicke/Rietz-Neuendorf an. Am 26. Oktober 2003 wurde das Amt Glienicke/Rietz-Neuendorf aufgelöst, die Gemeinde Glienicke wurde in die 2001 gegründete Gemeinde Rietz-Neuendorf eingegliedert.

## Sehenswürdigkeiten

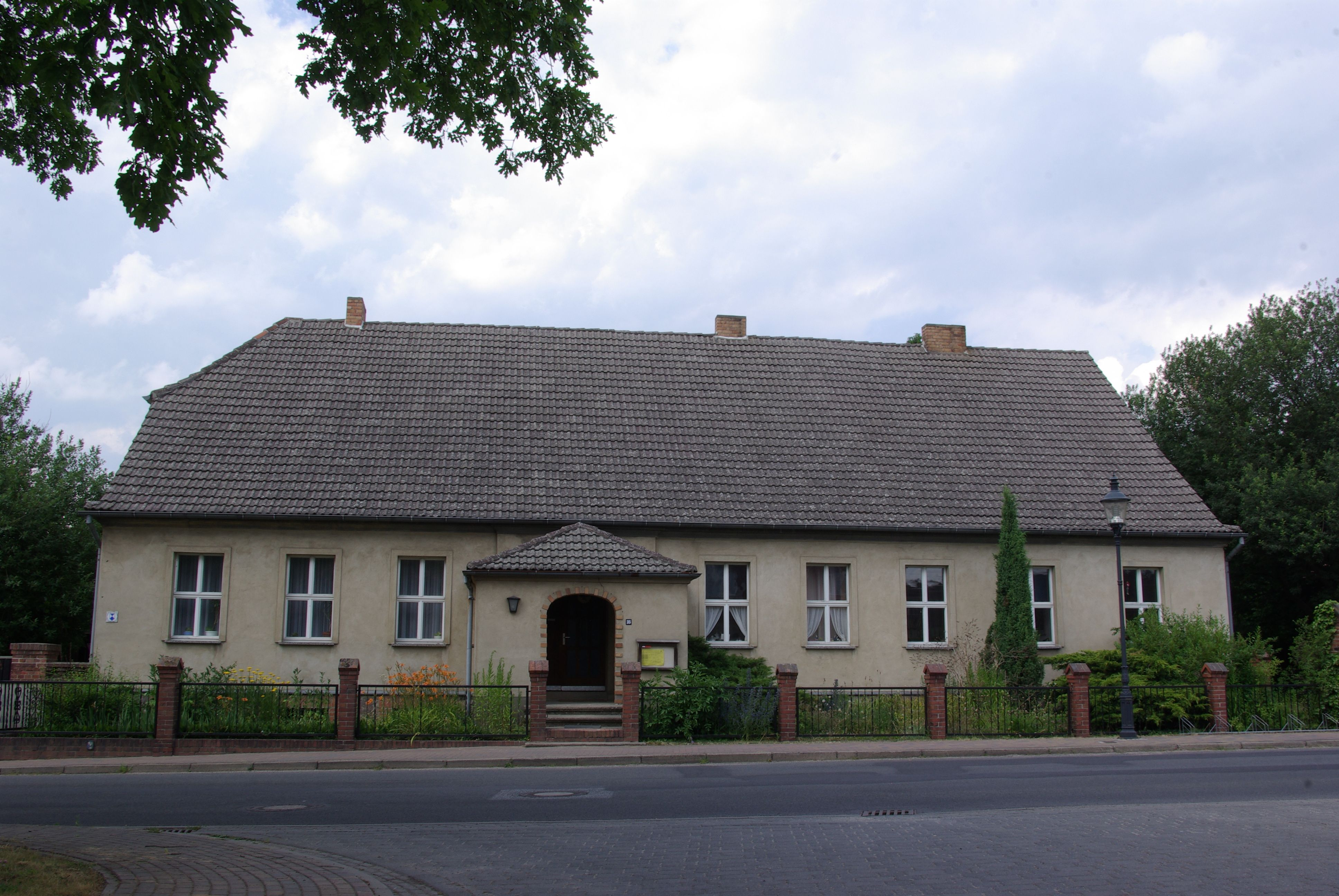
Pfarrgehöft Glienicke

- Die Dorfkirche Glienicke wurde im 13. Jahrhundert errichtet. 1783 wurde das Gebäude um zwei Pfeiler an der Ostwand erweitert, im 19. Jahrhundert wurde die Kirche verputzt. Eine umfangreiche Sanierung der Dorfkirche erfolgte zwischen 1996 und 1998.
- Die Eisenbahnbrücke Lindenberger Viadukt wurde 1898 nach zweijähriger Bauzeit fertig gestellt und überspannt den Blabbergraben. Bei Kampfhandlungen während des Zweiten Weltkrieges wurde die Brücke zerstört und 1949 wieder aufgebaut. Seit einer umfangreichen Sanierung steht die Brücke, auf der die Bahnstrecke Grunow–Königs Wusterhausen verläuft, unter Denkmalschutz. Die östlich des Blabbergrabens gelegene Hälfte der Brücke liegt im Ortsteil Lindenberg der Gemeinde Tauche, der westliche Teil liegt in der Gemarkung von Glienicke.
- Das abgebildete Pfarrgehöft Glienicke, das um 1800 errichtet wurde, steht ebenfalls unter Denkmalschutz.

## Bevölkerungsentwicklung
| 1875 | 594 | 1939 | 817   | 1981 | 633 |
| 1890 | 699 | 1946 | 1.130 | 1985 | 622 |
| 1910 | 809 | 1950 | 1.107 | 1989 | 605 |
| 1925 | 772 | 1964 | 885   | 1995 | 571 |
| 1933 | 824 | 1971 | 870   | 2002 | 548 |